# Actinodaphne trichocarpa
Actinodaphne trichocarpa är en lagerväxtart som beskrevs av C. K. Allen. Actinodaphne trichocarpa ingår i släktet Actinodaphne och familjen lagerväxter. Inga underarter finns listade i Catalogue of Life.